# Рогужно
Рогужно (пол. Rogóżno) — село в Польщі, у гміні Ланьцут Ланьцутського повіту Підкарпатського воєводства.
Населення — 1180 осіб (2011).
У 1975-1998 роках село належало до Ряшівського воєводства.

## Демографія
Демографічна структура станом на 31 березня 2011 року:
|          | Загалом | Допрацездатний вік | Працездатний вік | Постпрацездатний вік |
| -------- | ------- | ------------------ | ---------------- | -------------------- |
| Чоловіки | 596     | 136                | 387              | 73                   |
| Жінки    | 584     | 108                | 336              | 140                  |
| Разом    | 1180    | 244                | 723              | 213                  |